# اوا رابینز
اوا رابینز (به ایتالیایی: Eva Robins) (متولد ۱۰ دسامبر ۱۹۵۸) مدل و بازیگر ایتالیایی است.
او یک زن ترنس است.
از فیلم‌ها یا برنامه‌های تلویزیونی که وی در آن نقش داشته‌است می‌توان به زیبایی زنان، ظلمت، هرکول و ماجراهای هرکول اشاره کرد.

اوا رابینز